# Intrapes paliformis
Intrapes paliformis är en svampart som beskrevs av J.F. Hennen & Figueiredo 1979. Intrapes paliformis ingår i släktet Intrapes, ordningen Pucciniales, klassen Pucciniomycetes, divisionen basidiesvampar och riket svampar.   Inga underarter finns listade i Catalogue of Life.